# Корбер'є
Корбер'є (фр. Corbeyrier) — громада  в Швейцарії в кантоні Во, округ Егль.

## Географія
Громада розташована на відстані близько 80 км на південний захід від Берна, 33 км на південний схід від Лозанни.
Корбер'є має площу 22 км², з яких на 2,3% дозволяється будівництво (житлове та будівництво доріг), 36,2% використовуються в сільськогосподарських цілях, 54,4% зайнято лісами, 7,1% не є продуктивними (річки, льодовики або гори).

## Демографія
2019 року в громаді мешкало 434 особи (+11,6% порівняно з 2010 роком), іноземців було 7,4%. Густота населення становила 20 осіб/км².
За віковим діапазоном населення розподілялося таким чином: 18,2% — особи молодші 20 років, 48,6% — особи у віці 20—64 років, 33,2% — особи у віці 65 років та старші. Було 208 помешкань (у середньому 2 особи в помешканні).
Із загальної кількості 110 працюючих 13 було зайнятих в первинному секторі, 6 — в обробній промисловості, 91 — в галузі послуг.